# 新米科拉伊夫卡市镇 (赫尔松州)
新米科拉伊夫卡乡级市镇（烏克蘭語：Новомиколаївська сільська громада），是乌克兰南部赫尔松州斯卡多夫斯克區的一个市镇，行政中心为新米科拉伊夫卡。市镇面积为242平方公里，人口数量为5,919人（2020年）。

## 聚居点
该市镇包括7个村庄。村庄列表如下：
- 比倫凱
- 卡拉布拉特
- 米哈伊利夫卡
- 新米科拉伊夫卡
- 新锡爾卡
- 普羅明
- 特魯德